# Abu-l-Fadl Jàfar al-Iskafí
Abu-l-Fadl Jàfar ibn Mahmud al-Iskafí, més conegut simplement com a Abu-l-Fadl Jàfar al-Iskafí fou un visir abbàssida.
Ocupava un alt càrrec a la cort, però no se sap quin, ni res de la seva carrera. Fou el primer visir del califa al-Mútazz el 866 però va exercir per poc temps; es creu que havia estat imposat pels turcs i que tenia simpaties xiïtes i era poc culte, però atreia moltes simpaties per la seva generositat i els seus donatius. La guàrdia turca va imposar el seu retorn al càrrec de visir el 869. Va restar al càrrec sota al-Muhtadí (869-870) però amb el poder efectiu controlat per Sàïd ibn Màkhlad.